# Agathotanais hanseni
Agathotanais hanseni är en kräftdjursart som beskrevs av Lang 1971. Agathotanais hanseni ingår i släktet Agathotanais och familjen Agathotanaidae. Inga underarter finns listade i Catalogue of Life.